# Nordische Junioren-Skiweltmeisterschaften 1987
Die 10. Nordischen Junioren-Skiweltmeisterschaften 1987 fanden vom 1. bis zum 8. Februar 1987 in Asiago statt.
Erfolgreichste Nation der Titelkämpfe war die Sowjetunion mit sechs Goldmedaillen und je einer Silber- und Bronzemedaille vor der DDR mit je drei Gold- und Silbermedaillen und einer Bronzemedaille und Finnland mit je einer Gold- und Silbermedaille und zwei Bronzemedaillen.

## Skilanglauf Junioren

### 10 km klassisch
| Platz | Sportler                | Land           | Zeit (min) |
| ----- | ----------------------- | -------------- | ---------- |
| 1     | German Karatschewski    | Sowjetunion    | 27:19,5    |
| 2     | Mika Kuusisto           | Finnland       | 27:31,4    |
| 3     | Andrei Kirillow         | Sowjetunion    | 27:32,1    |
| 4     | Silvio Fauner           | Italien        | 27:34,3    |
| 5     | Niklas Jonsson          | Schweden       | 27:39,2    |
| 6     | Michail Botwinow        | Sowjetunion    | 27:42,0    |
| 7     | Øyvind Skaanes          | Norwegen       | 27:44,0    |
| 8     | Alexander Karatschewski | Sowjetunion    | 27:44,2    |
| 9     | Anders Bergström        | Schweden       | 27:45,9    |
| 10    | Øyvind Mobakken         | Norwegen       | 27:53,0    |
| 16    | Erwin Lauber            | Schweiz        | 28:31,1    |
| 17    | Alain Diethelm          | Schweiz        | 28:34,4    |
| 20    | Wilhelm Saure           | BR Deutschland | 28:37,8    |
| 21    | Wilhelm Aschwanden      | Schweiz        | 28:43,3    |
| 25    | Ralf Rombach            | BR Deutschland | 28:53,5    |
| 27    | Andreas Heiland         | BR Deutschland | 28:55,6    |
| 29    | Hans Diethelm           | Schweiz        | 29:00,7    |
| 30    | Bernhard Langer         | BR Deutschland | 29:01,2    |
| 32    | Alexander Marent        | Österreich     | 29:07,2    |
| 35    | Christian Gatti         | Österreich     | 29:19,3    |
| 44    | Reinhard Maier          | Österreich     | 29:48,9    |
| 56    | Patrick Hasler          | Liechtenstein  | 30:58,2    |
| 58    | Michael Hasler          | Liechtenstein  | 31:44,2    |

Datum: 4. Februar 1987
Es waren 68 Läufer am Start.

### 30 km Freistil
| Platz | Sportler                | Land                            | Zeit (std) |
| ----- | ----------------------- | ------------------------------- | ---------- |
| 1     | Kalikan Nagombaew       | Sowjetunion                     | 1:13:41,2  |
| 2     | Silvio Fauner           | Italien                         | 1:14:56,0  |
| 3     | Øyvind Skaanes          | Norwegen                        | 1:14:56,5  |
| 4     | Bjørn Dæhlie            | Norwegen                        | 1:15:08,0  |
| 5     | Alexander Karatschewski | Sowjetunion                     | 1:15:23,3  |
| 6     | German Karatschewski    | Sowjetunion                     | 1:16:08,6  |
| 7     | Ugo Sartor              | Italien                         | 1:16:26,3  |
| 8     | Michail Botwinow        | Sowjetunion                     | 1:16:32,9  |
| 9     | Marek Marcisz           | Polen                           | 1:16:58,9  |
| 10    | Rainer Wittig           | Deutsche Demokratische Republik | 1:16:59,3  |
| 19    | Wilhelm Aschwanden      | Schweiz                         | 1:17:52,8  |
| 21    | Roger Machmerth         | Deutsche Demokratische Republik | 1:18:11,0  |
| 28    | André Jungen            | Schweiz                         | 1:19:12,5  |
| 35    | Patrick Hasler          | Liechtenstein                   | 1:20:03,1  |
| 37    | Wilhelm Saure           | BR Deutschland                  | 1:20:08,0  |
| 39    | Michael Grosseger       | Österreich                      | 1:20:23,8  |
| 40    | Martin Standmann        | Österreich                      | 1:20:23,8  |
| 41    | Andreas Heiland         | BR Deutschland                  | 1:20:29,4  |
| 43    | Martinus Richter        | BR Deutschland                  | 1:20:37,2  |
| 46    | Hans Diethelm           | Schweiz                         | 1:20:38,8  |
| 50    | Bernhard Langer         | BR Deutschland                  | 1:21:32,7  |
| 57    | Erwin Lauber            | Schweiz                         | 1:23:35,5  |
| 59    | Christian Gatti         | Österreich                      | 1:24:01,3  |

Datum: 8. Februar 1987
Es waren 66 Läufer am Start.

### 3 × 10 km Staffel
| Platz | Sportler                                               | Land           | Zeit (std) |
| ----- | ------------------------------------------------------ | -------------- | ---------- |
| 1     | Andrei Kirillow Kalikan Nagombaew German Karatschewski | Sowjetunion    | 1:14:13,9  |
| 2     | Anders Bergström Lars-Erik Ramström Henrik Forsberg    | Schweden       | 1:14:26,3  |
| 3     | Ugo Sartor Andrea del Fabbro Silvio Fauner             | Italien        | 1:14:26,3  |
| 4     | Øyvind Mobakken Terje Smevold Øyvind Skaanes           | Norwegen       | 1:14:31,9  |
| 5     | Wilhelm Saure Ralf Rombach Martinus Richter            | BR Deutschland | 1:15:41,9  |
| 6     | Alain Diethelm Wilhelm Aschwanden Hans Diethelm        | Schweiz        | 1:16:21,9  |
| 12    | Reinhard Maier Martin Standmann Alexander Marent       | Österreich     | 1:19:04,9  |

Datum: 6. Februar 1987
 Es waren 17 Teams am Start.

## Skilanglauf Juniorinnen

### 5 km klassisch
| Platz | Sportler            | Land             | Zeit (min) |
| ----- | ------------------- | ---------------- | ---------- |
| 1     | Tatjana Bondarewa   | Sowjetunion      | 14:18,4    |
| 2     | Jelena Trubizyna    | Sowjetunion      | 14:23,3    |
| 3     | Venke Hatleberg     | Norwegen         | 14:46,7    |
| 4     | Anita Moen          | Norwegen         | 14:47,7    |
| 5     | Magdalena Wallin    | Schweden         | 14:53,5    |
| 6     | Lilija Wassiljewa   | Sowjetunion      | 14:56,0    |
| 7     | Ivana Rádlová       | Tschechoslowakei | 15:00,5    |
| 8     | Marianne Myklebust  | Norwegen         | 15:02,0    |
| 9     | Elina Tamminen      | Finnland         | 15:05,7    |
| 10    | Jaana Hirvonen      | Finnland         | 15:10,1    |
| 18    | Stefanie Birkelbach | BR Deutschland   | 15:34,9    |
| 19    | Hildegard Embacher  | Österreich       | 15:35,8    |
| 21    | Alexandra Nirschl   | BR Deutschland   | 15:36,4    |
| 22    | Sylvia Honegger     | Schweiz          | 15:36,4    |
| 26    | Myrtha Fässler      | Schweiz          | 15:45,7    |
| 28    | Sigrid Wille        | BR Deutschland   | 15:51,2    |
| 29    | Petra Pelzmann      | Österreich       | 15:51,5    |
| 30    | Sandra Parpan       | Schweiz          | 15:53,2    |
| 35    | Gabi Zurbrügg       | Schweiz          | 16:14,7    |
| 36    | Jutta Mainhart      | Österreich       | 16:17,6    |
| 42    | Elfriede Mühlberger | Österreich       | 16:39,5    |

Datum: 4. Februar 1987
Es waren 57 Läuferinnen am Start.

### 15 km Freistil
| Platz | Sportler              | Land                            | Zeit (min) |
| ----- | --------------------- | ------------------------------- | ---------- |
| 1     | Jelena Trubizyna      | Sowjetunion                     | 39:39,0    |
| 2     | Simone Greiner-Petter | Deutsche Demokratische Republik | 41:42,2    |
| 3     | Magdalena Wallin      | Schweden                        | 41:48,1    |
| 4     | Tatjana Bondarewa     | Sowjetunion                     | 42:03,7    |
| 5     | Elina Tamminen        | Finnland                        | 42:30,7    |
| 6     | Swetlana Micheewa     | Sowjetunion                     | 42:49,5    |
| 7     | Silke Braun           | Deutsche Demokratische Republik | 42:52,8    |
| 8     | Elin Nilsen           | Norwegen                        | 42:57,0    |
| 9     | Elena Desderi         | Italien                         | 43:01,1    |
| 10    | Heike Wezel           | Deutsche Demokratische Republik | 43:05,1    |
| 15    | Sandra Parpan         | Schweiz                         | 43:27,1    |
| 18    | Isabella Beckert      | BR Deutschland                  | 43:39,0    |
| 20    | Sigrid Wille          | BR Deutschland                  | 43:56.4    |
| 28    | Elke Stanke           | Deutsche Demokratische Republik | 44:38,7    |
| 29    | Hildegard Embacher    | Österreich                      | 44:44,5    |
| 34    | Gabi Zurbrügg         | Schweiz                         | 45:10,6    |
| 36    | Myrtha Fässler        | Schweiz                         | 45:29,8    |
| 37    | Simone Birkelbach     | BR Deutschland                  | 45:30,9    |
| 51    | Petra Pelzmann        | Österreich                      | 47:52,2    |
| 52    | Alexandra Nirschl     | BR Deutschland                  | 47:57,0    |

Datum: 8. Februar 1987
Es waren 56 Läuferinnen am Start.

### 3 × 5 km Staffel
| Platz | Sportler                                              | Land                            | Zeit (min) |
| ----- | ----------------------------------------------------- | ------------------------------- | ---------- |
| 1     | Lilija Wassiljewa Tatjana Bondarewa Jelena Trubizyna  | Sowjetunion                     | 41:26,9    |
| 2     | Simone Greiner-Petter Silke Braun Heike Wezel         | Deutsche Demokratische Republik | 41:43,4    |
| 3     | Elina Tamminen Sari Salminen Jaana Hirvonen           | Finnland                        | 42:08,8    |
| 4     | Elena Desderi Lorella Baron Stefania Belmondo         | Italien                         | 42:59,7    |
| 5     | Sarka Zurynkova Ivana Rádlová Ľubomíra Balážová       | Tschechoslowakei                | 43:12,5    |
| 6     | Anita Moen Nina Østvold Marianne Myklebust            | Norwegen                        | 43:12,6    |
| 7     | Stefanie Birkelbach Simone Birkelbach Isabela Beckert | BR Deutschland                  | 43:16,4    |
| 8     | Marie-Josee Pepin Lisa Patterson Julie Maheu          | Kanada                          | 43:32,4    |
| 9     | Sylvia Honegger Myrtha Fässler Sandra Parpan          | Schweiz                         | 43:41,6    |
| 13    | Elfriede Mühlberger Petra Pelzmann Hildegard Embacher | Österreich                      | 46:45,0    |

Datum: 6. Februar 1987
 Es waren 15 Teams am Start.

## Nordische Kombination Junioren

### Einzel (Normalschanze K 90/10 km)
| Platz | Sportler            | Land                            | Gesamtpunkte |
| ----- | ------------------- | ------------------------------- | ------------ |
| 1     | Thomas Prenzel      | Deutsche Demokratische Republik | 425,98       |
| 2     | Trond Arne Bredesen | Norwegen                        | 416,82       |
| 3     | Marko Frank         | Deutsche Demokratische Republik | 410,30       |
| 4     | Jon Andersen        | Norwegen                        | 406,74       |
| 5     | Thomas Abratis      | Deutsche Demokratische Republik | 405,96       |
| 6     | Vlado Repka         | Tschechoslowakei                | 403,62       |

Datum: 2. Februar 1987

### Mannschaft (Normalschanze K90/3 × 5 km)
| Platz | Sportler                                           | Land                            | Gesamtpunkte |
| ----- | -------------------------------------------------- | ------------------------------- | ------------ |
| 1     | Thomas Abratis Marko Frank Thomas Prenzel          | Deutsche Demokratische Republik | 1281,80      |
| 2     | Jon Andersen Trond Arne Bredesen Bård Jørgen Elden | Norwegen                        | 1240,98      |
| 3     | Ladislav Patráš Michal Pustějovský František Repka | Tschechoslowakei                | 1198,94      |
| 4     |                                                    | Sowjetunion                     | 1197,42      |
| 5     |                                                    | Frankreich                      | 1170,98      |
| 6     |                                                    | Finnland                        | 1142,64      |

Datum: 4. Februar 1987

## Skispringen Junioren

### Normalschanze
| Platz | Sportler           | Land                            | Weite 1 | Weite 2 | Punkte |
| ----- | ------------------ | ------------------------------- | ------- | ------- | ------ |
| 1     | Ari-Pekka Nikkola  | Finnland                        | 96,0 m  | 94,5 m  | 228,8  |
| 2     | Mike Arnold        | Deutsche Demokratische Republik | 91,5 m  | 92,5 m  | 214,4  |
| 3     | Dieter Thoma       | BR Deutschland                  | 90,5 m  | 92,5 m  | 211,3  |
| 4     | Roy Koch           | Deutsche Demokratische Republik | 87,0 m  | 89,5 m  | 206,9  |
| 5     | Ingo Züchner       | Deutsche Demokratische Republik | 90,0 m  | 85,0 m  | 203,0  |
| 6     | Robert Leonhardt   | BR Deutschland                  | 89,5 m  | 87,5 m  | 200,7  |
| 7     | Werner Schuster    | Österreich                      | 87,5 m  | 87,0 m  | 197,2  |
| 8     | Erkki Nykänen      | Finnland                        | 88,5 m  | 86,0 m  | 196,7  |
| 9     | Xavier Girard      | Frankreich                      | 86,5 m  | 89,5 m  | 196,6  |
| 10    | Didier Mollard     | Frankreich                      | 85,5 m  | 89,5 m  | 193,0  |
| 12    | Stephan Rochat     | Schweiz                         | 83,0 m  | 86,0 m  | 188,9  |
| 14    | Samuel Anthamatten | Schweiz                         | 86,0 m  | 84,5 m  | 182,3  |
| 16    | Heinz Kuttin       | Österreich                      | 85,0 m  | 83,0 m  | 181,8  |
| 17    | Markus Steiner     | Österreich                      | 86,0 m  | 83,0 m  | 181,4  |
| 21    | Steffen Bartschat  | BR Deutschland                  | 83,5 m  | 85,0 m  | 179,6  |
| 31    | Ludwig Biller      | BR Deutschland                  | 82,0 m  | 83,5 m  | 173,3  |
| 41    | Klaus Huber        | Österreich                      | 77,0 m  | 79,5 m  | 155,9  |

Datum: 7. Februar 1987
 Es waren 58 Skispringer am Start.

### Mannschaftsspringen Normalschanze
| Platz | Sportler                                                         | Land                            | Punkte |
| ----- | ---------------------------------------------------------------- | ------------------------------- | ------ |
| 1     | Mike Arnold Roy Koch Ingo Züchner                                | Deutsche Demokratische Republik | 614,4  |
| 2     | Dieter Thoma Robert Leonhardt Steffen Bartschat Ludwig Biller    | BR Deutschland                  | 587,1  |
| 3     | Ari-Pekka Nikkola Sasu Happonen Erkki Nykänen Jarkko Heikkilä    | Finnland                        | 582,1  |
| 4     | Eirik Bredesen Tor-Helge Bakken Dag Gryttingslien Kent Johanssen | Norwegen                        | 578,3  |
| 5     | Werner Schuster Heinz Kuttin Andi Rauschmeier Klaus Huber        | Österreich                      | 567,5  |
| 6     | Martin Rehorek Jaroslav Sakala Miroslav Simon                    | Tschechoslowakei                | 564,5  |
| 7     | Kachaber Zakadse Roman Kerov Eduard Subotsch Juri Dodarev        | Sowjetunion                     | 546,2  |
| 8     | Samuel Anthamatten Yvan Vouillamoz Stephan Rochat                | Schweiz                         | 539,2  |

Datum: 9. Februar 1987
Es waren 14 Teams am Start.

## Medaillenspiegel
| Platz | Land                            | Gold | Silber | Bronze | Gesamt |
| ----- | ------------------------------- | ---- | ------ | ------ | ------ |
| 1     | Sowjetunion                     | 6    | 1      | 1      | 8      |
| 2     | Deutsche Demokratische Republik | 3    | 3      | 1      | 7      |
| 3     | Finnland                        | 1    | 1      | 2      | 4      |
| 4     | Norwegen                        | 0    | 2      | 2      | 4      |
| 5     | BR Deutschland                  | 0    | 1      | 1      | 2      |
| 5     | Schweden                        | 0    | 1      | 1      | 2      |
| 5     | Italien                         | 0    | 1      | 1      | 2      |
| 8     | Tschechoslowakei                | 0    | 0      | 1      | 1      |